# 덴노정 (아키타현)
덴노정(天王町)은 아키타현 미나미아키타군에 설치되었던 정이다. 2005년 3월 22일에 이이다가와정, 쇼와정과의 신설 합병에 의해 가타가미시가 되었다.
명칭은 도호야사카 신사의 일명 '우시토텐노샤(牛頭天皇社)'에서 유래했다.

## 역사
- 1889년 4월 1일 - 정촌제 시행과 함께 미나미아키타군 데노촌이 성립하였다.
- 1951년 11월 3일 - 정으로 승격하였다.
- 2005년 3월 22일 - 이타가와정, 쇼와정과 신설 합병해 기타카미시가 성립과 동시에 소멸하였다.

## 교통

### 철도
- 동일본 여객철도
  - 오가 선

### 도로
- 국도 7호선
- 국도 101호선